# Jean-Pierre Médaille
Jean-Pierre Médaille (Carcassonne, 6 ottobre 1610 – Billom, 30 dicembre 1669) è stato un presbitero francese della Compagnia di Gesù, fondatore delle Suore di San Giuseppe.

## Biografia
Entrò nel noviziato gesuita di Tolosa nel 1626 e, divenuto religioso, si dedicò alla predicazione delle missioni popolari nelle zone rurali della Francia; le poche altre notizie sulla sua vita sono desunte dalle relazioni inviate dai suoi superiori ai padri provinciali della Compagnia: Médaille viene descritto esile, cagionevole di salute, ma abile come omileta. 
Già nel 1646, a Saint-Flour, aveva pensato di affiancare ai predicatori missionari una pia associazione di donne dedite all'apostolato: il suo progetto prese forma nel 1650, quando istituì, a Le Puy-en-Velay, la congregazione delle Suore di San Giuseppe per l'assistenza agli ammalati e l'educazione dei fanciulli. La fraternità venne approvata dal vescovo di Le Puy Henri Cauchon de Maupas nel 1651: dalla congregazione di Médaille si sono originate numerosi istituti tra di loro autonomi (tra i principali, quelli di Annecy, Aosta, Buenos Aires, Buffalo, Carondelet, Chambéry, Cleveland, Concordia, Cuneo, Filadelfia, Lione, Orange, Peterborough, Pinerolo, Pittsburgh, Rochester, Saint-Péray, Saint-Vallier, Sault Sainte Marie, Torino e Toronto).
I regolamenti dati da Médaille alle sue suore mostrano chiaramente la loro parentela con lo spirito della Compagnia del Santissimo Sacramento, attivamente sostenuta dai gesuiti.
Vive gli ultimi anni nella diocesi di Clermont, incaricato della predicazione delle missioni al popolo. Morì a Billom il 30 dicembre 1669